# Tamer Bayumi
Tamer Salah Ali Abdu Bayumi (Alejandría, 12 de abril de 1982) es un deportista egipcio que compitió en taekwondo.
Participó en dos Juegos Olímpicos de Verano en los años 2004 y 2012, obteniendo una medalla de bronce en la edición de Atenas 2004 en la categoría de –58 kg. Ganó una medalla de bronce en el Campeonato Mundial de Taekwondo de 2007 y tres medallas de oro en el Campeonato Africano de Taekwondo entre los años 2003 y 2010.

## Palmarés internacional
| Juegos Olímpicos    | Juegos Olímpicos          | Juegos Olímpicos  | Juegos Olímpicos |
| Año                 | Lugar                     | Medalla           | Categoría        |
| ------------------- | ------------------------- | ----------------- | ---------------- |
| 2004                | Atenas (Grecia)           | Medalla de bronce | –58 kg           |
| Campeonato Mundial  |                           |                   |                  |
| Año                 | Lugar                     | Medalla           | Categoría        |
| 2007                | Pekín (China)             | Medalla de bronce | –58 kg           |
| Campeonato Africano |                           |                   |                  |
| Año                 | Lugar                     | Medalla           | Categoría        |
| 2003                | Abuya (Nigeria)           | Medalla de oro    | –58 kg           |
| 2005                | Antananarivo (Madagascar) | Medalla de oro    | –58 kg           |
| 2010                | Trípoli (Libia)           | Medalla de oro    | –58 kg           |